# Florvåg
Florvåg is een plaats op het eiland Askøy, in de provincie Vestland in het westen van Noorwegen. Het dorp ligt aan de oostkant van het eiland, even ten noorden van de hoofdplaats Kleppestø. Bij het dorp hoort het eiland Florvågøy. Het dorp en de directe omgeving heeft bijna 2000 inwoners. (2016)
De plaats is in de Noorse geschiedenis bekend van de  slag bij Florvåg op 3 april 1194, waarbij koning Sverre strijd leverde met de jarls van de Orkneys.